# Пінероло
Пінероло (італ. Pinerolo, п'єм. Pinareul) — муніципалітет в Італії, у регіоні П'ємонт, метрополійне місто Турин.
Пінероло розташоване на відстані близько 540 км на північний захід від Рима, 36 км на південний захід від Турина.
Населення — 35 697 осіб (2014).
Щорічний фестиваль відбувається у понеділок після останньої неділі серпня. Покровитель — San Donato.

## Демографія
Населення за роками:

Станом на 1 січня 2023 року в муніципалітеті офіційно проживав 3231 іноземець з 81 країни, серед них 1485 громадян країн Євросоюзу та 49 громадян України.

## Уродженці
- Енріко Мільявакка (*1901 — †1979) — італійський футболіст, півзахисник, згодом — футбольний тренер.

- Даріо Мартін (*1903 — †1952) — італійський футболіст, півзахисник.
- Ферруччо Паррі — Голова Ради Міністрів Італії і міністр внутрішніх справ з 21 червня по 8 грудня 1945.

## Сусідні муніципалітети
- Буріаско
- Канталупа
- Кум'яна
- Фроссаско
- Гарцильяна
- Мачелло
- Озаско
- Пінаска
- Пішина
- Порте
- Ролетто
- Сан-П'єтро-Валь-Леміна
- Сан-Секондо-ді-Пінероло
- Скаленге